# Safropallene longimana
Safropallene longimana là một loài nhện biển trong họ Callipallenidae. Chúng được miêu tả khoa học năm 1988 bởi Arnaud & Child.